# Parque Nacional do Viruá
O Parque Nacional do Viruá é um parque nacional brasileiro localizado em Roraima. Constitui um grande mosaico de campinaranas, alternando formações abertas e florestais, marcado por enorme heterogeneidade ambiental, resultando em uma elevada biodiversidade, e tem se tornado referência no estudo desse tipo de ecossistema na Amazônia.

## Localização
Localizado no município de Caracaraí, centro-sul de Roraima, o Parque Nacional do Viruá abrange uma área de aproximadamente 217.400 hectares. Sua posição é estratégica, entre o Rio Branco e a BR-174, que conecta Boa Vista a Manaus e à Venezuela, facilitando o acesso à unidade de conservação. A Estrada Perdida, principal via de acesso, proporciona uma jornada de cerca de duas horas a partir da capital roraimense até a sede do parque. 

## Características Naturais

### Hidrologia
Situa-se na borda norte do Pantanal Setentrional, possui uma paisagem hidrológica influenciada pelo Rio Branco, que regula os pulsos de inundação. Rios menores e solos arenosos favorecem a formação de áreas úmidas e várzeas sazonais. Esse regime de inundações periódicas é essencial para a manutenção dos ecossistemas e da biodiversidade local.  O Rio Viruá, que dá nome ao parque, como outros corpos d’água são essenciais para a manutenção da fauna e da flora, além de servirem como corredores ecológicos para espécies migratórias. 

### Geomorfologia
A paisagem do parque é resultado de processos geológicos e geomorfológicos associados ao tectonismo e à deposição de sedimentos aluvionares. A região é caracterizada por uma extensa depressão formada ao longo do tempo por migração lateral de rios, dando origem a um ambiente de megaleques arenosos. Esse processo influenciou a formação do Pantanal Setentrional , onde a alternância entre períodos de inundação e seca molda o relevo e influencia a distribuição dos habitats.   

### Solo
O geoambiente é marcado por extensas planícies alagáveis, depressões intercaladas com pequenos platôs e um predomínio de solos arenosos pobres em nutrientes. Essa heterogeneidade ambiental favorece uma grande diversidade de habitats, tornando o parque uma área de alto interesse para a conservação da biodiversidade.   No Parque Nacional do Viruá e na Zona de Amortecimento, predominam os Neossolos  e os Espodossolos, que são solos arenosos de drenagem deficiente, formados em uma vasta planície sedimentar a partir de areias quartzosas oriundas da Formação Içá e de outros substratos. 

### Clima
O PNV está localizado em uma área de transição climática na Amazônia, onde os índices de precipitação variam consideravelmente. Além disso, o comportamento das chuvas apresenta flutuações anuais, influenciadas por anomalias climáticas de escala continental ou global. O clima da região é complexo e afeta diversos aspectos importantes para a gestão do parque, como o risco anual de incêndios, o acesso a diferentes áreas do parque e as alterações no uso de habitats pela fauna.  

### Flora
A vegetação  é predominantemente composta por Campinaranas, que se desenvolvem sobre solos arenosos hidromórficos, em transição com florestas aluviais e enclaves de terra firme. O relevo é marcado por brejais, buritizais, dunas, veredas, igapós e outras formações alagadiças, formando um mosaico dinâmico onde os componentes abióticos e bióticos interagem de maneira interdependente.  A  fitofisionomias de Campinaranas variam conforme o grau de encharcamento dos solos, abrangendo desde formações florestadas até campestres e herbáceas. 

### Fauna
O Parque Nacional do Viruá (PNV) abriga uma das maiores diversidades de aves do Brasil, com mais de 500 espécies registradas. Dentre elas, 27 estão classificadas em diferentes níveis de ameaça, de acordo com os critérios da BirdLife International . Esse grupo inclui uma espécie criticamente ameaçada de extinção, oito vulneráveis e 18 quase ameaçadas.   Destacam-se o chororó-do-rio-branco (Cercomacra carbonaria), criticamente ameaçado e endêmico das florestas aluviais do rio Branco, e a choquinha-do-tapajós (Myrmotherula klagesi), classificada como quase ameaçada e encontrada apenas em áreas específicas dos Estados de Roraima, Amazonas e Pará.
Outrossim, sobre as espécies de mamíferos abrigam 118, sendo os grupos mais representativos os quirópteros (46), roedores (20), carnívoros (15), marsupiais (9) e primatas (9). Estudos futuros podem ampliar esse número, especialmente entre os quirópteros. Dentre as 118 espécies registradas, 11 são de interesse especial para a conservação, incluindo duas raras (Diclidurus isabellus e Glyphonycteris daviesi) e nove vulneráveis ou ameaçadas, como a onça-pintada (Panthera onca), o tatu-canastra (Priodontes maximus) e o peixe-boi-da-amazônia (Trichechus inunguis). Pesquisas no PNV têm gerado informações essenciais para a conservação dessas espécies e de seus habitats. A diversidade de anfíbios e répteis é notável, refletindo a variedade de micro-habitats proporcionados pelos diferentes tipos de solo e cobertura vegetal. 

### Ecológico
O PNV possui grande relevância ecológica e ambiental, sendo reconhecido como Sítio RAMSAR por sua importância para a conservação de áreas úmidas e como Patrimônio Mundial Natural. Sua inclusão na proposta da Reserva da Biosfera das Campinaranas Amazônicas reforça seu papel na proteção da biodiversidade e no desenvolvimento de pesquisas científicas. Além disso, o parque contribui para o sequestro de carbono e a regulação climática, serviços ecossistêmicos essenciais diante das mudanças climáticas globais. 

## Atrações Principais
O Parque Nacional do Viruá se destaca por sua vasta biodiversidade e oferece diversas experiências aos visitantes:     
- Observação de Aves: Com um impressionante registro de 531 espécies, o parque é um dos locais mais privilegiados para a observação de aves na Amazônia. [1]
- Serra do Viruá: Principal ponto turístico do parque, essa área conta com infraestrutura voltada para pesquisa e turismo. Suas florestas servem de abrigo para diversas espécies de fauna e flora. [17]
- Passarela da Samaúma: Uma trilha elevada que permite explorar uma floresta alagável com facilidade, proporcionando uma experiência imersiva na natureza e a chance de avistar animais como primatas e pica-paus. [17]
- Campinaranas do Megaleque: Essas áreas de grande diversidade ecológica, com muitas espécies endêmicas, podem ser acessadas pela Estrada Perdida. [17]
- Rios Anauá e Iruá: O rio Iruá, dentro do parque, é ideal para passeios de voadeira e caiaque. Já o rio Anauá, nos arredores, encanta com sua paisagem exuberante e rica vida aquática. [17]

1. 1 2 3 4  Olmos, Fabio (13 de outubro de 2014). «Parque Nacional do Viruá, um campeão de biodiversidade». ((o))eco. Consultado em 6 de fevereiro de 2025
2. ↑  Zani, Hiran; De Fátima Rossetti, Dilce (26 de abril de 2012). «Multitemporal Landsat data applied for deciphering a megafan in northern Amazonia». International Journal of Remote Sensing (19): 6060–6075. ISSN 0143-1161. doi:10.1080/01431161.2012.677865. Consultado em 6 de fevereiro de 2025
3. 1 2  Cunha, Luciana Diniz; De Carvalho, Thiago Morato; Da Silva, Edson Vicente (26 de agosto de 2016). «CARACTERIZAÇÃO DOS ASPECTOS FISIOGRÁFICOS DO PARQUE NACIONAL DO VIRUÁ – RR». REVISTA EQUADOR (4): 235–249. ISSN 2317-3491. doi:10.26694/equador.v5i4.5206. Consultado em 6 de fevereiro de 2025
4. ↑  Salgado, André Augusto Rodrigues; Marent, Breno Ribeiro; Nascimento, Franzmiller Almeida; Gomes, António Alberto Teixeira; Tavares Júnior, Stelio Soares (28 de junho de 2021). «Rearranjos de drenagem na porção setentrional da Bacia Amazônica». Revista Brasileira de Geomorfologia (3). ISSN 2236-5664. doi:10.20502/rbg.v22i3.2016. Consultado em 6 de fevereiro de 2025
5. ↑  Zani, Hiran; De Fátima Rossetti, Dilce (26 de abril de 2012). «Multitemporal Landsat data applied for deciphering a megafan in northern Amazonia». International Journal of Remote Sensing (19): 6060–6075. ISSN 0143-1161. doi:10.1080/01431161.2012.677865. Consultado em 6 de fevereiro de 2025
6. ↑  Rossetti, D.F.; Zani, H.; Cohen, M.C.L.; Cremon, É.H. (dezembro de 2012). «A Late Pleistocene–Holocene wetland megafan in the Brazilian Amazonia». Sedimentary Geology: 276–293. ISSN 0037-0738. doi:10.1016/j.sedgeo.2012.09.015. Consultado em 6 de fevereiro de 2025
7. ↑  Zani, H.; Rossetti, D. F.; Cohen, M. L. C.; Pessenda, L. C. R.; Cremon, E. H. (novembro de 2012). «Influence of landscape evolution on the distribution of floristic patterns in northern Amazonia revealed by δ13C data». Journal of Quaternary Science (8): 854–864. ISSN 0267-8179. doi:10.1002/jqs.2602. Consultado em 6 de fevereiro de 2025
8. 1 2 3  Mendonça, Bruno Araujo Furtado de; Fernandes Filho, Elpídio Inácio; Schaefer, Carlos Ernesto Gonçalves Reynaud; Simas, Felipe Nogueira Bello; Vale Junior, José Frutuoso do; Lisboa, Beatriz de Aquino Ribeiro; Mendonça, Júlia Gaio Furtado de (28 de junho de 2013). «Solos e geoambientes do Parque Nacional do Viruá e entorno, Roraima: visão integrada da paisagem e serviço ambiental». Ciência Florestal (2): 427–442. ISSN 1980-5098. doi:10.5902/198050989287. Consultado em 6 de fevereiro de 2025
9. ↑  Mendonça, Bruno Araujo Furtado de; Fernandes Filho, Elpídio Inácio; Schaefer, Carlos Ernesto Gonçalves Reynaud; Simas, Felipe Nogueira Bello; Paula, Mayara Daher de (30 de dezembro de 2015). «OS SOLOS DAS CAMPINARANAS NA AMAZÔNIA BRASILEIRA: ECOSSISTEMAS ARENÍCOLAS OLIGOTRÓFICOS». Ciência Florestal (4): 827–839. ISSN 1980-5098. doi:10.5902/1980509820581. Consultado em 6 de fevereiro de 2025
10. ↑  «Zonas Climáticas do Brasil,  conforme Köppen». Bases Cartográficas do Centro de Estudos da Metrópole. 22 de junho de 2021. Consultado em 6 de fevereiro de 2025
11. ↑  Barni, Paulo Eduardo; Barbosa, Reinaldo Imbrozio; Xaud, Haron Abrahim Magalhães; Xaud, Maristela Ramalho; Fearnside, Philip Martin (15 de julho de 2020). «Precipitação no extremo norte da Amazônia: distribuição espacial no estado de Roraima, Brasil». Sociedade & Natureza: 439–456. ISSN 1982-4513. doi:10.14393/sn-v32-2020-52769. Consultado em 6 de fevereiro de 2025
12. 1 2  «The IUCN Red List of Threatened Species». IUCN Red List of Threatened Species. Consultado em 6 de fevereiro de 2025. Cópia arquivada em 6 de fevereiro de 2025
13. 1 2  Borges, Sérgio H. (dezembro de 2007). «Análise biogeográfica da avifauna da região oeste do baixo Rio Negro, amazônia brasileira». Revista Brasileira de Zoologia (4): 919–940. ISSN 0101-8175. doi:10.1590/s0101-81752007000400008. Consultado em 6 de fevereiro de 2025
14. ↑  Capurucho, João Marcos G.; Cornelius, Cintia; Borges, Sergio Henrique; Cohn-Haft, Mario; Aleixo, Alexandre; Metzger, Jean Paul; Ribas, Camila C. (21 de maio de 2013). «Combining phylogeography and landscape genetics ofXenopipo atronitens(Aves: Pipridae), a white sandcampinaspecialist, to understand Pleistocene landscape evolution in Amazonia». Biological Journal of the Linnean Society (1): 60–76. ISSN 0024-4066. doi:10.1111/bij.12102. Consultado em 6 de fevereiro de 2025
15. ↑  Arnold Fischer, Erich. «Polinização por morcegos Glossophaginae versus Phyllostominae em floresta de terra firme na Amazonia Central». Consultado em 6 de fevereiro de 2025
16. ↑  Nascimento, Cláudia Carvalho do. «Avaliação da função reprodutiva de fêmeas de peixe-boi da Amazônia (Trichechus inunguis, Natterer, 1883), mantidas em cativeiro, por meio da extração e dosagem de esteróides fecais». Consultado em 6 de fevereiro de 2025
17. 1 2 3 4  dennishyde (2 de fevereiro de 2024). «Parque nacional do Viruá: o parque campeão de biodiversidade». Entre Parques BR. Consultado em 6 de fevereiro de 2025